# オルフェウス (小惑星)
オルフェウス（3361 Orpheus）は、セロ・エル・ロブレ天測点でカルロス・トーレスが1982年4月24日に発見されたアポロ群に属する小惑星である。軌道離心率は大きく、火星や地球の軌道と交差し、金星軌道とも接近している。1900年から2100年にかけて、金星11、地球33、火星に30Gm未満で14回通過する。1937年、1978年、1982年に0.03天文単位 (4.5×106 km; 12 LD)の距離で地球の近くを通過し、2021年と2025年に再び近くを通過する。
オルフェウスは、最小交差距離（MOID）が0.05天文単位 (7.5×106 km; 19 LD)未満であり、直径が140メートルを超えるため、潜在的に危険な小惑星（PHA）として分類されている。地球とのMOIDは、0.0139天文単位 (2,080,000 km; 1,290,000 mi)である。観測アークは36年で、軌道は次の数百年の間によく決定されている。
軌道解には非重力が含まれる。
ギリシャ神話のオルペウスに因んで命名された。

## ミッション
オルフェウスは、NEARシューメーカーミッションの最初に提案されたターゲットの1つであった。
提案されたAIDAは、小惑星ディディモスへの接近中にオルフェウスへのフライバイ観測を行う可能性がある。